# Aproximante faríngea
A aproximante e a fricativa faríngea são tipos de fones consonantais empregado em alguns idiomas. O símbolo no Alfabeto Fonético Internacional que representa este fonema é o [ʕ], e seu equivalente X-SAMPA é ?\. As epiglotais e epiglotofaríngeas são frequentemente consideradas erroneamente como faríngeas.
Embora tradicionalmente colocado na linha fricativa do gráfico AFI, [ʕ] é geralmente um aproximante. O próprio símbolo AFI é ambíguo, mas nenhuma linguagem é conhecida para fazer uma distinção fonêmica entre fricativas e aproximadas neste local de articulação. A aproximante às vezes é especificada como [ʕ̞] ou como [ɑ̯], porque é o equivalente semivocálico de [ɑ].

## Características
- Sua forma de articulação varia entre aproximante e fricativa, o que significa que é produzida pelo estreitamento do trato vocal no local da articulação, mas geralmente não o suficiente para produzir muita turbulência na corrente de ar.[1]
- As línguas não distinguem as fricativas expressas de aproximantes produzidos na garganta.[1]
- O seu local de articulação é a faríngea, o que significa que se articula com a raiz da língua na parte posterior da garganta (faringe).[1]
- Sua fonação é expressa, o que significa que as cordas vocais vibram durante a articulação.[1]
- É uma consoante oral, o que significa que o ar só pode escapar pela boca.[1]
- É uma consoante central, o que significa que é produzida direcionando o fluxo de ar ao longo do centro da língua, em vez de para os lados.[1]
- O mecanismo da corrente de ar é pulmonar, o que significa que é articulado empurrando o ar apenas com os pulmões e o diafragma, como na maioria dos sons.[1]

## Ocorrência
As consoantes faríngeas não são comuns. Às vezes, um aproximante faríngeo se desenvolve a partir de um aproximante uvular. Muitas línguas que foram descritas como tendo fricativas faríngeas ou aproximantes revelaram, em uma inspeção mais detalhada, ter consoantes epiglotais. Por exemplo, o som candidato /ʕ/ em árabe e hebraico padrão (não hebraico moderno - os israelenses geralmente pronunciam isso como uma parada glótica) foi descrito de várias maneiras como uma fricativa epiglótica expressa, uma aproximação epiglótica ou uma parada glótica faringealizada.
| Língua          | Língua           | Palavra                    | AFI            | Significado        | Notas |
| --------------- | ---------------- | -------------------------- | -------------- | ------------------ | --- |
| Abaza           | Abaza            | гӀапынхъамыз/g'apynkh"amyz | [ʕaːpənqaːməz] | Março              | |
| Árabe           | Árabe            | عَقْرَب/'aqrab                | [ʕaqrab]       | Escorpião          | |
| Assírio/Siríaco | Oriental         | ܬܪܥܐ‎ / tarèɑ               | [tarʕɑː]       | Porta              | A maioria dos falantes cai falar a palavra como:[tərɑː].                                                             |
| Assírio/Siríaco | Ocidental        | ܬܪܥܐ‎ / tarèɑ               | [tarʕo]        | Porta              | |
| Avar            | Avar             | гӀоркь/g'ork'              | [ʕortɬʼː]      | Lidar com          | |
| Chechen         | Chechen          | Ӏан / jan                  | [ʕan]ⓘ         | Inverno            | |
| Coeur d'Alene   | Coeur d'Alene    | stʕin                      | /stʕin/        | Antílope           | |
| Dinamarquês     | Padrão           | ravn                       | [ʕ̞ɑ̈wˀn]        | Corvo              | Aproximante; também descrito como uvular [ʁ].                                                                        |
| Holandês        | Limburgo         | rad                        | [ʕ̞ɑt]          | Roda               | Aproximante; uma possível realização de /r/. Realização de /r/ varia consideravelmente dependendo do dialeto.        |
| Alemão          | Alguns falantes  | Mutter                     | [ˈmutɔʕ̞]       | Mãe                | Aproximante; ocorre no centro-leste da Alemanha, sudoeste da Alemanha, partes da Suíça e no Tirol .                  |
| Alemão          | Dialeto suábio   | ändard                     | [ˈend̥aʕ̞d̥]      | Mudanças           | Aproximante. Alofone de /ʁ/ no núcleo e na posição de coda; pronunciado como aproximante uvular no começo da sílaba. |
| Hebraico        | Iraquiano        | עברית‎/i'vrit               | [ʕibˈriːθ]     | Hebraico           | |
| Hebraico        | Sefardita        | עברית‎/i'vrit               | [ʕivˈɾit]      | Hebraico           | |
| Hebraico        | Iemenita         | עברית‎/i'vrit               | [ʕivˈriːθ]ⓘ    | Hebraico           | |
| Cabilo          | Cabilo           | ɛemmi                      | [ʕəmːi]        | Meu tio (paternal) | |
| Occitano        | Auvergnat do sul | pala                       | [ˈpaʕa]        | Pá                 | |
| Somali          | Somali           | cunto                      | [ʕuntɔ]        | Comida             | |
| Sioux           | Stoney           | marazhud                   | [maʕazud]      | Chuva              | |